# Stanisław Grzyb
Stanisław Grzyb (ur. 24 listopada 1919 w Lipowym Lesie, zm. 8 sierpnia 2008 w Zalesiu Górnym) – polski profesor, specjalista w zakresie nauk o rolnictwie i łąkarstwa.

## Życiorys

### Rodzina
Był synem Franciszka i Marianny z Abramczyków Grzybów. Mieli ośmiohektarowe gospodarstwo rolne w Lipowym Lesie. Dziadek Stanisława, Stanisław, był wójtem gminy Baranowo.
W 1947 pojął za żonę Barbarę, z którą miał czworo dzieci.

### Kariera
W 1934 Stanisław Grzyb skończył szkołę podstawową w Baranowie. Rok później ukończył bezpłatną Szkołę Rolniczą w Rudzie koło Przasnysza. Do 1937 pracował w gospodarstwie rodzinnym. W latach 1938–1939 pracował w Okręgowym Towarzystwie Organizacji Kółek Rolniczych w Przasnyszu. Odpowiadał za organizację konkursów przysposobienia rolniczego. Z ramienia Zakładu Doświadczalnego w Poświętnem (Izby Rolniczej w Warszawie) przeprowadzał doświadczenia nad odmianami roślin i nawozami. Prace prowadził w powiatach makowskim i przasnyskim. Ukończył też korespondencyjny Wyższy Kurs Rolniczy im. Stanisława Staszica w Warszawie.
W czasie II wojny światowej pracował przez rok w Spółdzielni Spożywców i Okręgowej Mleczarni w Baranowie jako kierownik, następnie 3 lata w Powiatowym Biurze Wodno-Melioracyjnym w Przasnyszu jako pracownik techniczny przy zdjęciach sytuacyjno-niwelacyjnych oraz badaniach gleb na łąkach, wreszcie przez rok jako kierownik gospodarstwa w majątku w Karniewie.
W maju 1945 eksternistycznie zdał małą maturę. Wstąpił do Państwowego Liceum Rolniczego w Bojanowie. W 1947 ukończył naukę. Wstąpił na Wydział Rolniczy Szkoły Głównej Gospodarstwa Wiejskiego w Warszawie. W 1951 uzyskał tytuł magistra inżyniera rolnictwa ze specjalizacją łąkarską na podstawie pracy Szeroka Biel jako obiekt łąkarski. Przyczynił się do przywrócenia do użytku torfowiska Szeroka Biel na terenie gminy Jednorożec.
W latach 1950–1962 pracował w Katedrze Uprawy Łąk i Pastwisk SGGW jako asystent, starszy asystent i adiunkt. Wykładał przedmiot Uprawa łąk i pastwisk. Prowadził badania nad ok. 400 tys. ha użytków zielonych w województwie warszawskim, olsztyńskim, poznańskim, lubelskim, szczecińskim i koszalińskim. Opracował monografie naukowe obiektów na tych terenach. W 1961 obronił pracę doktorską pt. Łąki w dorzeczu rzeki Liwiec w ujęciu geobotanicznym i fizjograficznym. Od lutego 1960 do czerwca 1961 dodatkowo pracował na Wydziale Ekonomicznym i Rolnym.
W 1962 zaczął pracę w Instytucie Melioracji i Użytków Zielonych w Falentach. W 1971 otrzymał stopień doktora habilitowanego nauk rolniczych (dysertacja Możliwości uprawy – za pomocą nawożenia – łąk różnie uwilgotnionych). W 1980 otrzymał tytuł profesora nadzwyczajnego.
W latach 1963–1975 kierował badaniami, których celem było określenie możłiwości i sposoób poprawy składu botanicznego runi oraz produkcyjności łąk okresowo mokrych i okresowo przesuszonych. W latach 70. XX wieku skupił się na badaniach nad doborem komponentów nasion do mieszanek na łąki i pastwiska, normami wysiewu w mieszankach oraz oceną wzorcowych mieszanek traw i roślin motylkowatych. Wyniki jego prac upowszechniono jako instrukcję wzdrożeniową, która obowiązuje w Polsce od 1986. W latach 80. XX wieku zajął się opracowanie motod oceny wielkości strat rolniczych na użytkach zielonych, które spowodowane były głębokim odwodnieniem po wydrobyciu węgla brunatnego z kopalni odkrywkowej w Bełchatowie.
Napisał ponad 200 prac naukowych, artykułów, opracowań naukowo-technicznych oraz pogadanek telewizyjnych i radiowych. Wykładał na wielu kursach. Opracował kilka podręczników dla techników wodno-melioracyjnych. Publikował m.in. w „Wiadomościach Melioracyjnych i Łąkarskich”, „Przeglądzie Hodowlanym”, „Nowym Rolnictwie” oraz „Agrochemii”.
Był członkiem rad naukowych m.in. Instytutu Nauk Ekononicznych PAN, Instytutu Hodowli i Aklimatyzacji Roślin, Komitetu Melioracyjnego V Wydziału PAN przy prezydium Wojewódzkiej Rady Narodowej w Warszawie. Należał do rad naukowych czasopism. Był członkiem Polskiego Towarzystwa Botanicznego, Polskiego Towarzystwa Geograficznego, Polskiego Towarzystwa Geologicznego, Polskiego Towarzystwa Gleboznawczego i Łąkarskiego. Współpracował z zagranicznymi placówkami.
Pełnił funkcję radnego w gminie Zalesie Górne i gminie Piaseczno.

## Ordery i odznaczenia
- Krzyż Kawalerski Orderu Odrodzenia Polski
- Złoty Krzyż Zasługi
- Medal 30-lecia Polski Ludowej
- Srebrna Odznaka „Zasłużony dla Górnictwa PRL”
- Odznaka „Zasłużony Pracownik Rolnictwa”
- Złota Odznaka Honorowa NOT
- Odznaka „Kopalni Węgla Brunatnego Bełchatów”[2].